# Museo Bizantino de Antivuniotisa
El Museo Bizantino de Antivuniotisa es uno de los museos de Grecia de la ciudad de Corfú, en las islas Jónicas. 
Se encuentra ubicado en la iglesia de Nuestra Señora Antivuniotisa (cuyo significado es «delante de la montaña»), que fue edificada probablemente en el siglo XV. Esta iglesia fue donada al estado griego en 1979 para que se destinase a museo, que fue inaugurado en 1984 después de que se acometieran las reformas necesarias para esta función. Tras otro proceso de restauración, los iconos pasaron a formar parte de la exposición. En el año 2000 tuvieron lugar otros trabajos de restauración. En el edificio se combina la función museística con la función de culto religioso.
Además de los iconos se exponen vestimentas litúrgicas, candelabros, orfebrería, elementos decorativos y otros objetos relacionados con el culto. Entre los iconos se hallan piezas que abarcan una cronología comprendida entre los siglos XV y XIX.
|                                                     |
| La lapidación de San Esteban, por Filoteos Skoufos. |

|                                  |
| San Cirilo, por Emmanuel Tzanes. |

|                                             |
| San Juan el eremita, por Jeremías Palladas. |

|                                                                      |
| San Sergio, san Baco y santa Justina de Padua, por Miguel Damasceno. |